# استان زارومیا
استان زارومیا (به اسپانیایی: Provincia de Zarumilla) یک استان در پرو است که در منطقه تومبس واقع شده‌است. استان زارومیا ۷۴۵٫۱۳ کیلومتر مربع مساحت و ۳۶٬۶۶۹ نفر جمعیت دارد و ۱۱ متر بالاتر از سطح دریا واقع شده‌است.